# فهرست فیلم‌های ایرانی سال ۱۳۸۸
فهرست فیلم‌های ایرانی سال ۱۳۸۸

## فهرست
| عنوان                           | کارگردان              | نویسنده                                         | بازیگران |
| ------------------------------- | --------------------- | ----------------------------------------------- | --- |
| آبی استقلالی                    |                       |                                                 | |
| آخرین قاب خالی                  | مرتضی احمدی هرندی     |                                                 | |
| آدم‌کش                           | رضا کریمی             | محمدهادی کریمی                                  | بهرام رادان، حامد بهداد، مهتاب کرامتی، افسانه بایگان، لیلا اوتادی، قطب‌الدین صادقی                                                      |
| آسمان محبوب                     | داریوش مهرجویی        |                                                 | علی مصفا |
| آل                              | بهرام بهرامیان        | بهرام عظیمی                                     | |
| آناهیتا                         | عزیزالله حمیدنژاد     |                                                 | |
| آینه‌های روبرو                   | نگار آذربایجانی       | فرشته طائرپور                                   | همایون ارشادی |
| ازدواج در وقت اضافه             | سعید سهیلی            | سعید سهیلی                                      | ماهایا پطروسیان |
| افراطی‌ها                        | جهانگیر جهانگیری      |                                                 | اکبر عبدی، افسانه صالحی، رضا شفیعی‌جم، فتحعلی اویسی، حدیث فولادوند، ارژنگ امیرفضلی                                                      |
| ایران هسته ای                   | حجت بقایی             | حجت بقایی علی حسین پور                          | |
| بارانداز                        |                       |                                                 | |
| باغ قرمز                        |                       |                                                 | امین تارخ |
| بعدازظهر سگی سگی                | مصطفی کیایی           |                                                 | رضا عطاران |
| به دنبال خوشبختی                | بهمن گودرزی           |                                                 | پوریا پورسرخ |
| به رنگ ارغوان                   | ابراهیم حاتمی‌کیا      |                                                 | |
| به روح پدرم                     | جواد رضویان           |                                                 | |
| بیداری رؤیاها                   | محمدعلی باشه آهنگر    |                                                 | |
| پامنار                          |                       |                                                 | |
| پرسه در مه                      | بهرام توکلی           | بهرام توکلی                                     | |
| پرواز مرغابی‌ها                  | علی شاه‌حاتمی          |                                                 | |
| تابستان عزیز                    | امیرشهاب رضویان       |                                                 | |
| ترانه کوچک من                   | مسعود کرامتی          |                                                 | مسعود کرامتی |
| تقاطع                           |                       |                                                 | |
| تهران انار ندارد                | مسعود بخشی            |                                                 | |
| تهرون                           | نادر تکمیل همایون     | نادر تکمیل همایون                               | |
| چاله                            | علی کریم              |                                                 | |
| چراغ قرمز                       |                       |                                                 | |
| چشم‌های نامحسوس                  |                       |                                                 | |
| چهارشنبه‌های لعنتی               |                       |                                                 | |
| چهل‌سالگی                        | علیرضا رئیسیان        |                                                 | |
| ح                               |                       |                                                 | |
| حلقه‌های ازدواج                  |                       |                                                 | مجید صالحی |
| خ                               |                       |                                                 | |
| خاله سوسکه                      |                       |                                                 | سحر ولدبیگی |
| خانواده ارنست                   | محسن دامادی           | محسن دامادی                                     | لاله اسکندری |
| خروس بی‌محل                      | حسین قاسمی جامی       |                                                 | |
| د                               |                       |                                                 | |
| دختران                          | قاسم جعفری            | قاسم جعفری                                      | |
| در انتظار معجزه                 | رسول صدرعاملی         |                                                 | |
| در شب عروسی                     | رضا قهرمانی           |                                                 | اکبر عبدی |
| دلقک‌ها                          |                       |                                                 | حامد کمیلی |
| دوستی از جنس آتش                | امیر قویدل            |                                                 | ایرج نوذری |
| دیگری                           | مهدی رحمانی           |                                                 | |
| راز دشت تاران                   |                       |                                                 | ترانه علیدوستی |
| راه آبی ابریشم                  | محمد بزرگ‌نیا          |                                                 | داریوش ارجمند، رضا کیانیان، عزت‌الله انتظامی، بهرام رادان                                                                               |
| رستاخیز                         | احمدرضا درویش         | احمدرضا درویش                                   | مهتاب کرامتی |
| روزهای سبز                      |                       |                                                 | |
| زمزمه با باد                    | شهرام علیدی           |                                                 | |
| زمهریر                          | علی روئین‌تن           |                                                 | |
| زنان بدون مردان                 | شیرین نشاط، شجاع آذری | شجاع آذری، شیرین نشاط، شهرنوش پارسی‌پور          | شبنم طلوعی، پگاه فریدونی، اورشویا توت، مینا آذریان، بیژن دانشمند، نوید اخوان، سعید اویسی، شهرنوش پارسی‌پور، یوسف نبیل                   |
| زیر آب                          | سپیده فارسی           | سپیده فارسی                                     | بیژن امکانیان |
| زیگزاگ                          | مجید توکلی            |                                                 | مجید مظفری |
| ساعت گیج زمان                   | فرزاد مؤتمن           |                                                 | پریوش نظریه |
| سپید و سیاه                     | قاسم جعفری            |                                                 | |
| سلام بر عشق                     | اصغر نعیمی            |                                                 | |
| سن پطرزبورگ                     | بهروز افخمی           | پیمان قاسم‌خانی                                  | محسن تنابنده، پیمان قاسم‌خانی، شیلا خداداد، امین حیایی، اندیشه فولادوند، بهاره رهنما، امید روحانی، سروش صحت، کیانوش گرامی، اردشیر کاظمی |
| سنگ اول                         | ابراهیم فروزش         | ابراهیم فروزش                                   | محسن تنابنده |
| شرط اول                         | مسعود اطیابی          | شهاب عباسی                                      | |
| شکلات داغ                       |                       |                                                 | |
| شور شیرین                       |                       |                                                 | |
| شیر و عسل                       | آرش معیریان           |                                                 | مجید صالحی |
| طبقه سوم                        | بیژن میرباقری         | بیژن میرباقری                                   | |
| طهران تهران                     | داریوش مهرجویی        |                                                 | |
| عروسک                           | ابراهیم وحیدزاده      |                                                 | حسام نواب صفوی |
| فاصله                           | کامران قدکچیان        |                                                 | |
| فصل باران‌های موسمی              | مجید برزگر            | مجید برزگر                                      | |
| کسی از گربه‌های ایرانی خبر نداره | بهمن قبادی            | بهمن قبادی، رکسانا صابری، حسین مرتضاییان آبکنار | حامد بهداد، اشکان کوشانژاد، بهمن قبادی، هیچ کس، مهدیار آقاجانی، شروین نجفیان                                                           |
| کیفر                            | حسن فتحی              |                                                 | |
| لج و لجبازی                     |                       |                                                 | امیر جعفری |
| لطفاً مزاحم نشوید                | محسن عبدالوهاب        |                                                 | باران کوثری |
| منها                            | کاظم ملایی            | کاظم ملایی                                      | |
| می‌زاک                           | حسینعلی لیالستانی     | حسینعلی لیالستانی                               | |
| ناسپاس                          | حسن هدایت             |                                                 | |
| نخودی                           | جلال فاطمی            |                                                 | صابر ابر |
| ندارها                          | محمدرضا عرب           |                                                 | پژمان بازغی |
| نقطه بی‌بازگشت                   | سیروس رنجبر           |                                                 | بهرام رادان، الناز شاکردوست، آتیلا پسیانی                                                                                              |
| نیش زنبور                       | حمیدرضا صلاحمند       | سروش صحت                                        | رضا عطاران |
| هفت دقیقه تا پاییز              | علی‌رضا امینی          | محسن تنابنده                                    | |
| هیچ                             | عبدالرضا کاهانی       |                                                 | |
| یازده دقیقه و سی ثانیه          | بهروز افخمی           |                                                 | |
| یک جیب پر پول                   | قدرت‌الله صلح‌میرزایی   |                                                 | |